# Marathon van Berlijn 1986
De marathon van Berlijn 1986 werd gelopen op zondag 28 september 1986. Het was de dertiende editie van de marathon van Berlijn.
De Pool Boguslaw Psujek was bij de mannen het sterkst en finishte in 2:11.03. De Duitse Charlotte Teske wist bij de vrouwen de winnares van 1985, Magda Ilands, voor zich te houden en zegevierde in 2:32.10.
In totaal finishten er 11.450 lopers waarvan 10.574 mannen en 876 vrouwen.

## Uitslagen
Mannen
| rang   | naam               | land | tijd    |
| ------ | ------------------ | ---- | ------- |
| Goud   | Boguslaw Psujek    | POL  | 2:11.03 |
| Zilver | Henrik Jørgensen   | DEN  | 2:11.49 |
| Brons  | Gabriel Kamau      | KEN  | 2:12.35 |
| 4      | Delfim Moreira     | POR  | 2:12.39 |
| 5      | Zbigniew Pierzynka | POL  | 2:13.02 |
| 6      | Pawel Lorens       | POL  | 2:13.05 |
| 7      | Thomas Eickmann    | GER  | 2:13.24 |
| 8      | Eddy Hellebuyck    | BEL  | 2:13.45 |
| 9      | Oddmund Roalkvam   | NOR  | 2:13.53 |
| 10     | Kingston Mills     | IRL  | 2:13.55 |
| 11     | Jozef Machalek     | TCH  | 2:13.57 |
| 12     | Johan Skovbjerg    | DEN  | 2:14.48 |
| 13     | Ryszard Misiewicz  | POL  | 2:14.56 |
| 14     | Göran Högberg      | SWE  | 2:15.14 |
| 15     | Zenon Poniatowski  | POL  | 2:15.32 |
| 16     | Carlo Terzer       | ITA  | 2:15.36 |
| 17     | Martin Hafström    | SWE  | 2:16.04 |
| 18     | Ronny Agten        | BEL  | 2:16.07 |
| 19     | Stanimir Nenov     | BUL  | 2:16.41 |
| 20     | Bjorn Sivertsen    | DEN  | 2:16.41 |
| 21     | Kevin Capper       | ENG  | 2:17.08 |
| 22     | Neil Featherby     | ENG  | 2:17.35 |
| 23     | Reiner Gutschank   | GER  | 2:17.52 |
| 24     | Ulf Andersson      | SWE  | 2:17.53 |
| 25     | Per Ole Kjörsgaard | DEN  | 2:18.23 |

Vrouwen
| rang   | naam               | land | tijd    |
| ------ | ------------------ | ---- | ------- |
| Goud   | Charlotte Teske    | GER  | 2:32.10 |
| Zilver | Magda Ilands       | BEL  | 2:33.53 |
| Brons  | Monika Schäfer     | GER  | 2:34.05 |
| 4      | Renata Kokowska    | POL  | 2:36.11 |
| 5      | Maureen Hurst      | ENG  | 2:39.20 |
| 6      | Irina Hulanicka    | URS  | 2:39.37 |
| 7      | Ursula Starke      | GER  | 2:39.42 |
| 8      | Ilona Zsilak       | HUN  | 2:40.49 |
| 9      | Glynis Penny       | ENG  | 2:41.25 |
| 10     | Eva Isaacs         | SWE  | 2:42.23 |
| 11     | Anna Iskra         | POL  | 2:42.59 |
| 12     | Stefania Kozik     | POL  | 2:45.52 |
| 13     | Krystyna Chyliñska | POL  | 2:47.22 |
| 14     | Barbara Paczos     | POL  | 2:47.29 |
| 15     | Jutta Karsch       | GER  | 2:47.52 |
| 16     | Petra Liebertz     | GER  | 2:48.09 |
| 17     | Eva Petrik         | HUN  | 2:48.19 |
| 18     | Vibeke Nielsen     | DEN  | 2:48.47 |
| 20     | Brigitte Mühlisch  | GER  | 2:50.49 |

1974 ·
1975 ·
1976 ·
1977 ·
1978 ·
1979 ·
1980 ·
1981 ·
1982 ·
1983 ·
1984 ·
1985 ·
1986 ·
1987 ·
1988 ·
1989 ·
1990 ·
1991 ·
1992 ·
1993 ·
1994 ·
1995 ·
1996 ·
1997 ·
1998 ·
1999 ·
2000 ·
2001 ·
2002 ·
2003 ·
2004 ·
2005 ·
2006 ·
2007 ·
2008 ·
2009 ·
2010 ·
2011 ·
2012 ·
2013 ·
2014 ·
2015 ·
2016 ·
2017 ·
2018